# Сент-Майкл (Аляска)
Сент-Майкл (англ. St. Michael) — місто (англ. city) в США, в зоні перепису населення Ноум штату Аляска. Населення — 456 осіб (2020). Місто розташоване на однойменному острові.

## Географія
Місто розташоване на східному узбережжі острова Сент-Майкл в протоці Нортона. Воно розташоване на відстані 200 км на південний схід від Нома та 77 км на південний захід від Уналакліта.
Сент-Майкл розташований за координатами 63°27′53″ пн. ш. 162°7′45″ зх. д. / 63.46472° пн. ш. 162.12917° зх. д. (63.464848, -162.129262).  За даними Бюро перепису населення США в 2010 році місто мало площу 69,04 км², з яких 51,85 км² — суходіл та 17,19 км² — водойми. В 2017 році площа становила 72,69 км², з яких 56,33 км² — суходіл та 16,36 км² — водойми.

## Історія

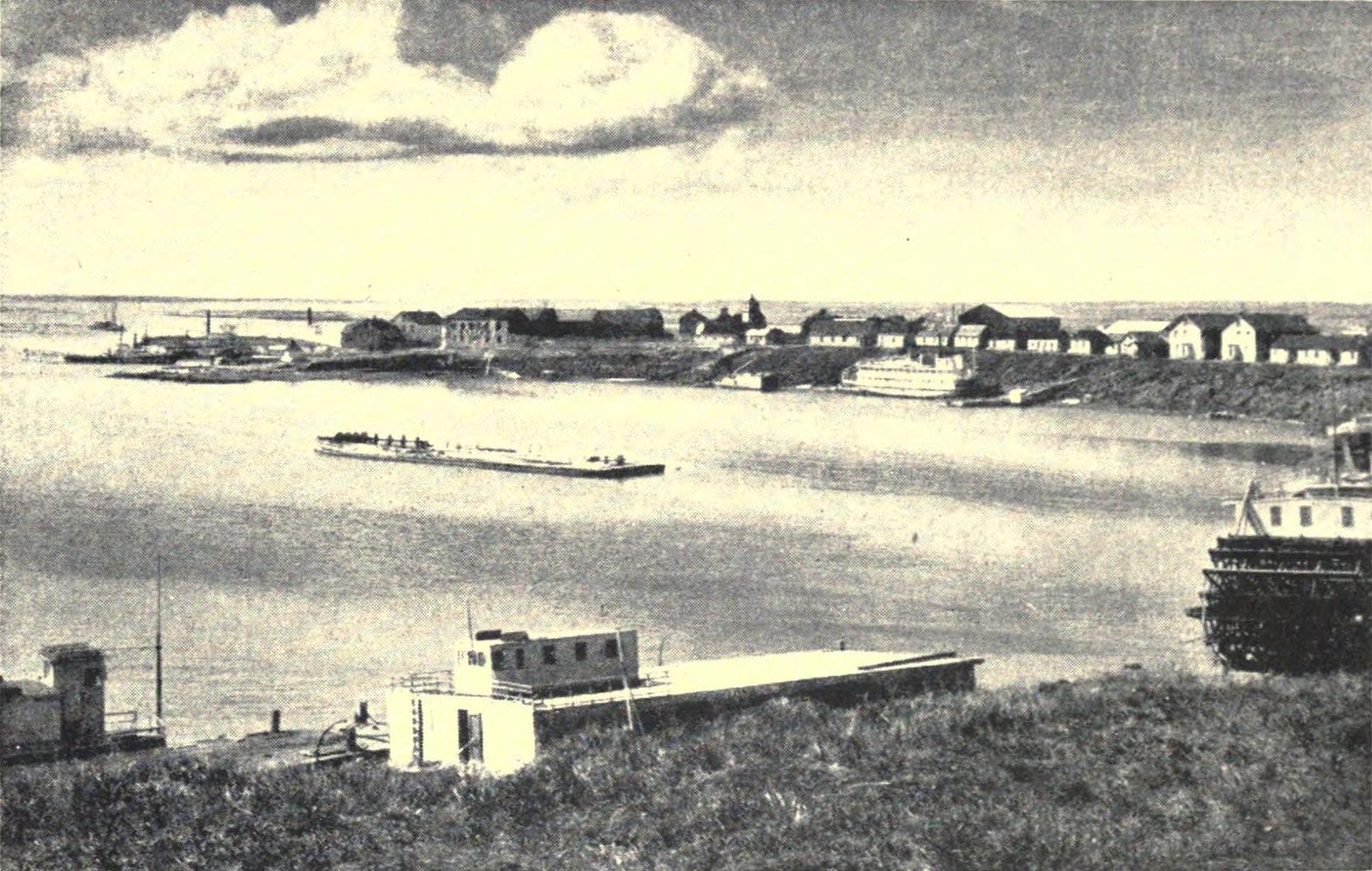
Сент-Майкл з відстані (приблизно 1908 р.)

Редут Святого Михайла був побудований експедицією Російсько-американської компанії під керівництвом Адольфа Етоліна та Михайла Тебенкова в 1833 році. На південний схід від поста перебувало місцеве село Тачік (Tachik). 1842 року укріплений пост мав один вхід і дванадцять гармат. За зовнішнєю стороною укріплень розташовувалася низка складських приміщень, а також православна церква.
Після того, як Аляска була продана США, на посту залишилося кілька торговців. 1870 року пост був куплений комерційною компанією Аляски, російські торговці хутром працювали на ній за контрактом. 1874 року на посту з'явилася перша метеорологічна станція армії США.
1897 року на місці посту був заснований форт армії США, який отримав назву Сент-Майкл. Під час золотої лихоманки форт служив опорним пунктом для відправки вантажів та старателів вгору по річці Юкон. У той час у ньому проживало до 10 тисяч осіб, а загалом через пост пройшло понад 20 тисяч. 1898 року золото знайшли лише за 208 км від Сент-Майкла, було створене місто Анвіл (згодом Ном), яке стало новим комерційним центром на північному заході Аляски.

## Демографія
Згідно з переписом 2010 року, у місті мешкала 401 особа в 96 домогосподарствах у складі 77 родин. Густота населення становила 6 осіб/км².  Було 117 помешкань (2/км²).
Расовий склад населення:
| - 92,0 % — корінних американців - 5,5 % — білих |

До двох чи більше рас належало 2,5 %. Частка іспаномовних становила 0,7 % від усіх жителів.
За віковим діапазоном населення розподілялося таким чином: 42,1 % — особи молодші 18 років, 53,9 % — особи у віці 18—64 років, 4,0 % — особи у віці 65 років та старші. Медіана віку мешканця становила 21,7 року. На 100 осіб жіночої статі у місті припадало 111,1 чоловіків;  на 100 жінок у віці від 18 років та старших — 101,7 чоловіків також старших 18 років.
Середній дохід на одне домашнє господарство  становив 43 815 доларів США (медіана — 33 125), а середній дохід на одну сім'ю — 42 887 доларів (медіана — 29 063). Медіана доходів становила 32 083 долари для чоловіків та 26 250 доларів для жінок. За межею бідності перебувало 38,0 % осіб, у тому числі 40,7 % дітей у віці до 18 років та 18,2 % осіб у віці 65 років та старших.
Цивільне працевлаштоване населення становило 121 особа. Основні галузі зайнятості: освіта, охорона здоров'я та соціальна допомога — 34,7 %, публічна адміністрація — 28,9 %, мистецтво, розваги та відпочинок — 10,7 %, роздрібна торгівля — 7,4 %.